# Форначи (Гросето)
Форначи (итал. Fornaci) је насеље у Италији у округу Гросето, региону Тоскана.
Према процени из 2011. у насељу је живело 58 становника. Насеље се налази на надморској висини од 610 м.